# Folke Alnevik
Folke Alnevik   (Arbrå, 31 de desembre de 1919 - Gävle, 17 d'agost de 2020) fou un atleta suec especialista en els 400 metres llisos, que va competir durant la dècada de 1940.
El 1948 va prendre part en els Jocs Olímpics d'Estiu de Londres, on disputà dues proves del programa d'atletisme. Guanyà la medalla de bronze en els 4x400 metres relleus, formant equip amb Kurt Lundquist, Lars-Erik Wolfbrandt i Rune Larsson, mentre en els 400 metres quedà eliminat en sèries.
En el seu palmarès també destaca una medalla de bronze en els 4x400 metres relleus del Campionat d'Europa d'atletisme de 1946, formant equip amb Stig Lindgård, Sven-Erik Nolinge i Tore Sten.
Des dels Jocs Olímpics d'Hivern de 2018 fins a la seva mort fou el medallista olímpic viu més vell.

## Millors marques
- 400 metres. 48.1" (1947)[1][5]